# Bitchkram
Bitchkram är en svensk dramafilm från 2012 i regi av Andreas Öhman.

## Handling
18-åriga Kristin lyckas få ett uppdrag att göra en serie resereportage från New York direkt efter studenten. Att resa till New York har varit på hennes lista över 1000 saker hon vill göra innan hon dör sedan hon var liten. Under studentfesten råkar dock Kristin dricka så mycket att hon missar flygplanet. Chefredaktören som inte känner till att hon missat planet pressar henne att leverera det första reportaget direkt. Kristin som får bo hos en ny väninna skriver då om påhittade händelser och tar bilder som föreställer New York. Medan vänskapen fördjupas prickar Kristin av flera av sakerna på sin lista, inklusive att lära sig simma.
När Kristins påhitt avslöjas visar det sig att hennes texter fått stor uppmärksamhet för sin ärlighet och känsla. Hon får därför en ny flygbiljett till New York.

## Rollista (i urval)
| Linda Molin         | – Kristin       |
| Fanny Ketter        | – Andrea        |
| Mathilda von Essen  | – Linn          |
| Adam Lundgren       | – Gustav        |
| Antoni Norén Almén  | – Arthur        |
| Kristoffer Berglund | – Tennis-Dennis |
| Fabian Fourén       | – Neo           |
| Jens Ohlin          | – Daniel        |